# BK Dynamo Sankt Petersburg
Der Basketbolny Klub Dynamo Sankt Petersburg (russisch баскетбольный клуб «Динамо» Санкт-Петербург) wurde 2004 gegründet und übernahm die Lizenz von Awtodor Saratow in der damaligen höchsten russischen Spielklasse Superleague Russland und zudem einen Startplatz im dritten europäischen Vereinswettbewerb FIBA Europe League, welcher heutzutage besser bekannt ist als EuroChallenge. Bereits nach der Saison 2005/06 war dem Verein das Geld ausgegangen und die Mannschaft wurde als professionelle Mannschaft aufgelöst und vom Spielbetrieb zurückgezogen.

## Geschichte
Unter Trainer David Blatt erreichte man in der ersten Spielzeit das Final-Four-Turnier der FIBA Europe League in Istanbul. Mit dem Finalsieg über BK Kiew gewann man alle zwanzig Spiele in diesem Wettbewerb. Im Halbfinale des Turniers hatte man bereits den nationalen Konkurrenten BK Chimki besiegt, gegen den man in der russischen Meisterschaft als Fünfter der regulären Spielzeit in den Viertelfinal-Play-offs jedoch ausschied.
In der folgenden Saison wechselte Trainer Blatt nach Italien zu Benetton Treviso und der Grieche Fotis Katsikaris übernahm das Traineramt. Unter Katsikaris wurde als Titelverteidiger erneut das Final Four des nun EuroCup genannten Wettbewerbs erreicht. Im Sportpalast von Kiew, welcher bereits ein Jahr zuvor als Austragungsort des Finalturniers vorgesehen war, standen sich Dynamo und BK Chimki erneut im Halbfinale gegenüber. Diesmal gewann Chimki, in dessen Kader unter anderem der deutsche Nationalspieler Ademola Okulaja stand, das Halbfinale in diesem internationalen Wettbewerb, während Dynamo schließlich auch das Spiel um den dritten Platz gegen Gastgeber BK Kiew verlor, den man ein Jahr zuvor im Finale noch besiegt hatte. In der nationalen russischen Meisterschaft verlor man die Halbfinalserie knapp in fünf Spielen ebenfalls gegen Chimki und erreichte hier den dritten Platz.

## Kader
| Spieler |                      |           |                |        |          |
| \| Nat. \| Name \| Saisons \| Position \| Größe \| Geb.Jahr \| \| ----------------------- \| -------------------- \| --------- \| -------------- \| ------ \| -------- \| \| / \| David Bluthenthal \| 2004 \| Power Forward \| 201 cm \| 1980 \| \| Russland \| Anatoli Goritskow \| 2004/05 \| Center \| 212 cm \| 1985 \| \| Russland \| Dramir Sibirow \| 2004–2006 \| Point Guard \| 187 cm \| 1986 \| \| Russland \| Igor Krotenkow \| 2004/05 \| Center \| 210 cm \| 1983 \| \| / \| Ed Cota \| 2004/05 \| Point Guard \| 187 cm \| 1976 \| \| Russland \| Andrei Iwanow \| 2004–2006 \| Shooting Guard \| 194 cm \| 1984 \| \| Russland \| Wladimir Schewel \| 2004/05 \| Shooting Guard \| 200 cm \| 1984 \| \| Vereinigte Staaten \| Kelly McCarty \| 2004–2006 \| Small Forward \| 201 cm \| 1975 \| \| Island \| Jón Arnór Stefánsson \| 2004/05 \| Shooting Guard \| 196 cm \| 1982 \| \| Russland \| Denis Chloponin \| 2004–2006 \| Power Forward \| 207 cm \| 1981 \| \| Belarus \| Wladimir Weremejenko \| 2004–2006 \| Power Forward \| 206 cm \| 1984 \| \| Kroatien \| Mate Milisa \| 2004/05 \| Center \| 209 cm \| 1976 \| \| Bosnien und Herzegowina \| Ognjen Aškrabić \| 2004–2006 \| Power Forward \| 207 cm \| 1979 \| \| Russland \| Andrei Sepelew \| 2004/05 \| Forward \| 206 cm \| 1973 \| \| Russland \| Wiktor Keiru \| 2005/06 \| Shooting Guard \| 200 cm \| 1984 \| \| Kroatien \| Damir Miljković \| 2005/06 \| Shooting Guard \| 194 cm \| 1980 \| \| Vereinigte Staaten \| Jamal McCullough \| 2005/06 \| Point Guard \| 179 cm \| 1973 \| \| Russland \| Alexei Surowtsew \| 2005/06 \| Shooting Guard \| 200 cm \| 1984 \| \| Vereinigte Staaten \| Darryl Middleton \| 2005/06 \| Power Forward \| 202 cm \| 1966 \| \| Russland \| Taras Osipow \| 2005/06 \| Center \| 212 cm \| 1983 \| \| Russland \| Artem Zabelin \| 2005/06 \| Center \| 214 cm \| 1988 \| \| Ukraine \| Grigori Chischnjak \| 2005/06 \| Center \| 216 cm \| 1974 \| \| Russland \| Mikhail Kautin \| 2005/06 \| Center \| 217 cm \| 1986 \| |                      |           |                |        |          |
| Nat. | Name                 | Saisons   | Position       | Größe  | Geb.Jahr |
| / | David Bluthenthal    | 2004      | Power Forward  | 201 cm | 1980     |
| Russland | Anatoli Goritskow    | 2004/05   | Center         | 212 cm | 1985     |
| Russland | Dramir Sibirow       | 2004–2006 | Point Guard    | 187 cm | 1986     |
| Russland | Igor Krotenkow       | 2004/05   | Center         | 210 cm | 1983     |
| / | Ed Cota              | 2004/05   | Point Guard    | 187 cm | 1976     |
| Russland | Andrei Iwanow        | 2004–2006 | Shooting Guard | 194 cm | 1984     |
| Russland | Wladimir Schewel     | 2004/05   | Shooting Guard | 200 cm | 1984     |
| Vereinigte Staaten | Kelly McCarty        | 2004–2006 | Small Forward  | 201 cm | 1975     |
| Island | Jón Arnór Stefánsson | 2004/05   | Shooting Guard | 196 cm | 1982     |
| Russland | Denis Chloponin      | 2004–2006 | Power Forward  | 207 cm | 1981     |
| Belarus | Wladimir Weremejenko | 2004–2006 | Power Forward  | 206 cm | 1984     |
| Kroatien | Mate Milisa          | 2004/05   | Center         | 209 cm | 1976     |
| Bosnien und Herzegowina | Ognjen Aškrabić      | 2004–2006 | Power Forward  | 207 cm | 1979     |
| Russland | Andrei Sepelew       | 2004/05   | Forward        | 206 cm | 1973     |
| Russland | Wiktor Keiru         | 2005/06   | Shooting Guard | 200 cm | 1984     |
| Kroatien | Damir Miljković      | 2005/06   | Shooting Guard | 194 cm | 1980     |
| Vereinigte Staaten | Jamal McCullough     | 2005/06   | Point Guard    | 179 cm | 1973     |
| Russland | Alexei Surowtsew     | 2005/06   | Shooting Guard | 200 cm | 1984     |
| Vereinigte Staaten | Darryl Middleton     | 2005/06   | Power Forward  | 202 cm | 1966     |
| Russland | Taras Osipow         | 2005/06   | Center         | 212 cm | 1983     |
| Russland | Artem Zabelin        | 2005/06   | Center         | 214 cm | 1988     |
| Ukraine | Grigori Chischnjak   | 2005/06   | Center         | 216 cm | 1974     |
| Russland | Mikhail Kautin       | 2005/06   | Center         | 217 cm | 1986     |

| Nat.                    | Name                 | Saisons   | Position       | Größe  | Geb.Jahr |
| ----------------------- | -------------------- | --------- | -------------- | ------ | -------- |
| /                       | David Bluthenthal    | 2004      | Power Forward  | 201 cm | 1980     |
| Russland                | Anatoli Goritskow    | 2004/05   | Center         | 212 cm | 1985     |
| Russland                | Dramir Sibirow       | 2004–2006 | Point Guard    | 187 cm | 1986     |
| Russland                | Igor Krotenkow       | 2004/05   | Center         | 210 cm | 1983     |
| /                       | Ed Cota              | 2004/05   | Point Guard    | 187 cm | 1976     |
| Russland                | Andrei Iwanow        | 2004–2006 | Shooting Guard | 194 cm | 1984     |
| Russland                | Wladimir Schewel     | 2004/05   | Shooting Guard | 200 cm | 1984     |
| Vereinigte Staaten      | Kelly McCarty        | 2004–2006 | Small Forward  | 201 cm | 1975     |
| Island                  | Jón Arnór Stefánsson | 2004/05   | Shooting Guard | 196 cm | 1982     |
| Russland                | Denis Chloponin      | 2004–2006 | Power Forward  | 207 cm | 1981     |
| Belarus                 | Wladimir Weremejenko | 2004–2006 | Power Forward  | 206 cm | 1984     |
| Kroatien                | Mate Milisa          | 2004/05   | Center         | 209 cm | 1976     |
| Bosnien und Herzegowina | Ognjen Aškrabić      | 2004–2006 | Power Forward  | 207 cm | 1979     |
| Russland                | Andrei Sepelew       | 2004/05   | Forward        | 206 cm | 1973     |
| Russland                | Wiktor Keiru         | 2005/06   | Shooting Guard | 200 cm | 1984     |
| Kroatien                | Damir Miljković      | 2005/06   | Shooting Guard | 194 cm | 1980     |
| Vereinigte Staaten      | Jamal McCullough     | 2005/06   | Point Guard    | 179 cm | 1973     |
| Russland                | Alexei Surowtsew     | 2005/06   | Shooting Guard | 200 cm | 1984     |
| Vereinigte Staaten      | Darryl Middleton     | 2005/06   | Power Forward  | 202 cm | 1966     |
| Russland                | Taras Osipow         | 2005/06   | Center         | 212 cm | 1983     |
| Russland                | Artem Zabelin        | 2005/06   | Center         | 214 cm | 1988     |
| Ukraine                 | Grigori Chischnjak   | 2005/06   | Center         | 216 cm | 1974     |
| Russland                | Mikhail Kautin       | 2005/06   | Center         | 217 cm | 1986     |

| Trainer |                  |             |         |
| \| Nat. \| Name \| Funktion \| Saison \| \| ------------ \| ---------------- \| ----------- \| ------- \| \| / \| David Blatt \| Cheftrainer \| 2004/05 \| \| Griechenland \| Fotis Katsikaris \| Cheftrainer \| 2005/06 \| |                  |             |         |
| Nat. | Name             | Funktion    | Saison  |
| / | David Blatt      | Cheftrainer | 2004/05 |
| Griechenland | Fotis Katsikaris | Cheftrainer | 2005/06 |

| Nat.         | Name             | Funktion    | Saison  |
| ------------ | ---------------- | ----------- | ------- |
| /            | David Blatt      | Cheftrainer | 2004/05 |
| Griechenland | Fotis Katsikaris | Cheftrainer | 2005/06 |

| Trainer |                  |             |         |
| \| Nat. \| Name \| Funktion \| Saison \| \| ------------ \| ---------------- \| ----------- \| ------- \| \| / \| David Blatt \| Cheftrainer \| 2004/05 \| \| Griechenland \| Fotis Katsikaris \| Cheftrainer \| 2005/06 \| |                  |             |         |
| Nat. | Name             | Funktion    | Saison  |
| / | David Blatt      | Cheftrainer | 2004/05 |
| Griechenland | Fotis Katsikaris | Cheftrainer | 2005/06 |

| Nat.         | Name             | Funktion    | Saison  |
| ------------ | ---------------- | ----------- | ------- |
| /            | David Blatt      | Cheftrainer | 2004/05 |
| Griechenland | Fotis Katsikaris | Cheftrainer | 2005/06 |